# Добощевка
Добощевка (укр. Добощівка) — село в Мостисской городской общине Яворовского района Львовской области Украины.
Население по переписи 2001 года составляло 28 человек. Занимает площадь 0,152 км². Почтовый индекс — 81360. Телефонный код — 3234.